# ماليزيا
مَاليزْيَا(بالملايوية: Malaysia)، هي دولة اتحادية ملكية دستورية تقع في جنوب شرق آسيا، مكونة من 13 ولاية وثلاثة أقاليم اتحادية، بمساحة كلية تبلغ 330 803 كم2. العاصمة هي كوالالمبور، في حين أن بوتراجاي هي مقر الحكومة الاتحادية. يصل تعداد السكان إلى أكثر من 34.5 مليون نسمة سنة 2024. ينقسم البلد إلى قسمين يفصل بينهما بحر الصين الجنوبي، هما شبه الجزيرة الماليزية وبورنيو الماليزية (المعروفة أيضاً باسم ماليزيا الشرقية). يحد ماليزيا كل من تايلاند وإندونيسيا وسنغافورة وسلطنة بروناي. تقع ماليزيا بالقرب من خط الاستواء ومناخها مداري. رأس الهرم الماليزي هو«يانغ ديبرتوان أغونغ» وهو ملك منتخب، بينما يترأس الحكومة رئيس الوزراء. تبنى الحكومة بشكل قريب جداً من نظام وستمنستر البرلماني.
اتحدت ماليزيا كدولة حديثة في عام 1963. في السابق، بسطت المملكة المتحدة نفوذها في مستعمرات في تلك المناطق أواخر القرن الثامن عشر. تكون النصف الغربي من ماليزيا الحديثة من عدة ممالك مستقلة. عرفت هذه المجموعة من المستعمرات باسم مالايا البريطانية حتى حلها عام 1946، عندما تم إعادة تنظيمها ضمن اتحاد الملايو. نظراً للمعارضة الواسعة، أعيد تنظيمها مرة أخرى ضمن اتحاد مالايا الفدرالي في عام 1948، ثم حصلت على الاستقلال في وقت لاحق في 31 أغسطس 1957. دمجت كل من سنغافورة، سراوق، وبورنيو الشمالية البريطانية واتحاد مالايا جميعها لتشكل ماليزيا يوم 16 سبتمبر 1963. حصلت في السنوات التالية توترات ضمن الاتحاد الجديد أدت إلى نزاع مسلح مع إندونيسيا وطرد سنغافورة في 9 أغسطس 1965.
خلال أواخر القرن العشرين، شهدت ماليزيا طفرة اقتصادية وخضعت لتطور سريع. حيث يحدها مضيق ملقا، وهو طريق بحري مهم في الملاحة الدولية، كما أن التجارة الدولية جزء أساسي من اقتصادها. تشكل الصناعة أحد القطاعات الرئيسية في اقتصاد البلاد. كما انضمت ماليزيا إلى مجموعة الدول الثماني الإسلامية النامية. تمتلك ماليزيا تنوعاً حيوياً من النباتات والحيوانات، حيث تعتبر من بين الدول 17 الأكثر تنوعاً.

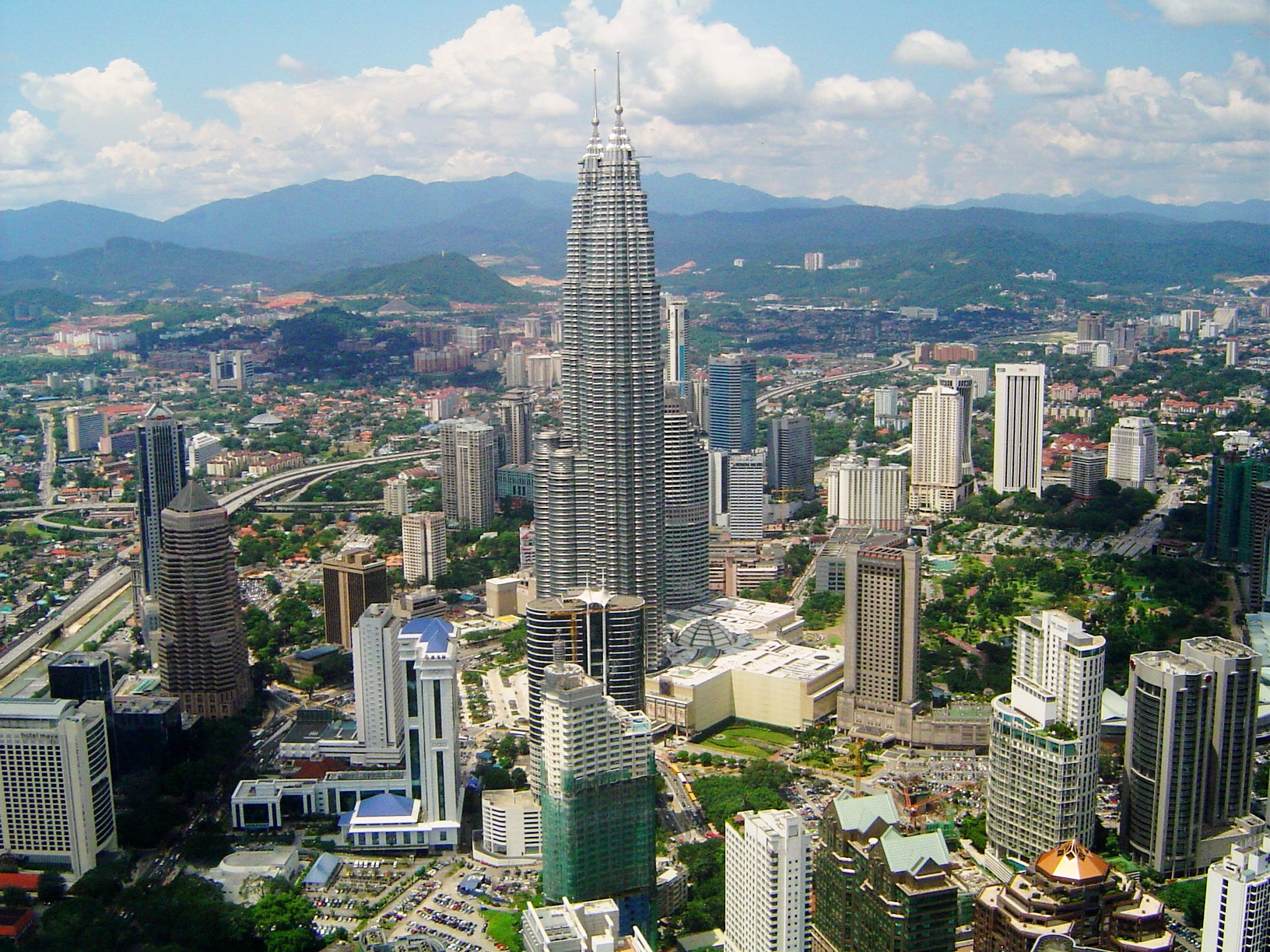
ماليزيا نموذج للتميز

## أصل التسمية
اعتمد الاسم ماليزيا في عام 1963 عندما اتحدت سنغافورة وبورنيو الشمالية وسراوق واتحاد المالايو في اتحاد من 14 دولة. لكن الاسم نفسه قد استخدم بشكل مبهم للإشارة إلى المناطق في جنوب شرق آسيا فيما قبل ذلك. في خريطة نشرت في عام 1914 في شيكاغو طبعت كلمة ماليزيا على أنها تشير إلى بعض الأقاليم ضمن أرخبيل الملايو. فكّر سياسيو الفلبين في حين من الأحيان بتسمية دولتهم «ماليزيا»، لكن ماليزيا سبقتهم إلى الاسم في عام 1963. في وقت الاتحاد عام 1963، أخذت تسميات أخرى في الحسبان، كان من بينها لانغكاسوكا، وفقاً للمملكة التاريخية التي احتلت الجزء العلوي من شبه جزيرة الملايو في الألفية الأولى من الميلاد.
كتب عالم الأجناس الإيرل جورج صامويل ويندسور في عام 1850 في مجلة الأرخبيل الهندي وشرق آسيا مقترحاً بتسمية جزر إندونيسيا باسم ميلايونيسيا أو إندونيسيا. وفضّل الاسم الأول.
هناك عدة نظريات حول أصل كلمة ملايو أو مالاي. يقول التفسير الأكثر قبولاً أن الكلمة مزيج من كلمتين من لغة التاميل - السنسكريتية، مالاي (تلة) واور (مدينة)، بما معناه مدينة التلة. تم تبنّي هذا الاسم عندما بدأ المسافرون والتجار الهنود بتحديد المنطقة الجغرافية فيما حول ماليزيا في الوقت الحاضر. يعتقد بأن هذه الكلمة أصل تسمية مملكة الملايو، وهي مملكة كلاسيكية برزت بين القرنين السابع والثالث عشر، في المنطقة حول دارماسرايا الحالية في سومطرة. تأسست من قبل مجتمع حول نهر باتانغاري وتجار الذهب من منطقة مينانجكاباو النائية. أضيفت اللاحقة - سيا من اللغة اللاتينية -اليونانية، مما يجعل اسم ماليزيا يعني حرفياً أرض شعب الملايو. حملت المنطقة القارية من البلاد اسم مالايا (بدون «- سي») حتى عام 1963، عندما ضمت للاتحاد مع صباح وسراوق وسنغافورة في الجزء الشمالي من جزيرة بورنيو. طردت سنغافورة 1965. أشار تغيير الاسم إلى تغيّر حدود البلاد إلى ما وراء شبه جزيرة الملايو. تشير وصف الماليزي إلى كافة الشعب الماليزي من جميع الأعراق، بينما تشير الملايو للشعب الملايو الأصليين، الذين يشكلون ما يقرب من نصف السكان.

## التاريخ

### عصور ما قبل التاريخ
كشفت الأبحاث الأثرية وجود آثار من تلك المرحلة في جميع أنحاء شبه جزيرة ماليزيا وصباح وسراوق، يعود أقرب دليل على أن الإنسان سكن المنطقة إلى 40 000 عامًا. هؤلاء الصيادون الميزوليتيون هم على الأغلب أسلاف سيمانغ، وهي مجموعة نيغريتو عرقية ذات أصول عميقة في شبه جزيرة الملايو.
يبدو أن سينوي مجموعة مركبة، حيث يعود ما يقرب من نصف سلالات أمهات الحمض النووي إلى أسلاف سيمانغ والنصف الآخر إلى الهجرات اللاحقة من الهند الصينية. يقترح العلماء بأنهم من نسل المزارعين الأوائل الناطقين بالأسترونيزية، الذين جلبوا كلاً من لغتهم وتقنيات الزراعة إلى الجزء الجنوبي من شبه الجزيرة فيما يقرب من 5 000 سنة مضت، حيث اندمجوا واتحدوا مع السكان الأصليين.
أسلاف المالايو الأوائل أكثر تنوعا. على الرغم من أنهم يظهرون بعض الارتباط بجزيرة جنوب شرق آسيا، يرتبط بعضهم بأنساب في الهند الصينية من العصر الجليدي الكبير الأخير، حوالي 20 000 سنة مضت. يدعم علماء الأنثروبولوجيا الفكرة القائلة بأن أسلاف الملايو نشئوا فيما يعرف اليوم باسم يونان في الصين. أعقب ذلك انتشار هولوسيني مبكر عبر شبه جزيرة الملايو إلى جزيرة جنوب شرق آسيا. نحو 300 ق.م، دفعوا داخلياً من قبل أسلاف الملايو الثانويين، وهم مجموعة من العصر الحديدي أو العصر البرونزي تنحدر جزئياً من شعب تشام من كمبوديا وفيتنام. كان أسلاف الملايو الثانويين المجموعة الأولى في شبه الجزيرة التي تستخدم الأدوات المعدنية، والسلف المباشر لشعب الملايو الماليزي الحالي.

### التاريخ المبكر
عرف الهنود القدامى شبه جزيرة الملايو باسم سوفارنادفيبا أو «شبه الجزيرة الذهبية». بينما ظهرت على خريطة بطليموس باسم «الشيرونيز الذهبي». أشار إلى مضيق ملقا باسم جيب ساباريكوس.
وصل التجار والمستوطنون من الهند والصين في وقت مبكر من القرن الأول. أنشأ الصينيون والهنود موانئ تجارية وبلدات في المنطقة في القرنين الثاني والثالث الميلاديين، والتي وصلت أعدادها إلى 30 وفقاً لمصادر صينية. كما أن تأثيرهم على الثقافة المحلية كان جلياً. في القرون الأولى من الألفية الأولى، اعتنق سكان شبه جزيرة الملايو الأديان الهندية من الهندوسية والبوذية، فضلاً عن استخدام نظام الكتابة السنسكريتي.
إحدى أولى الممالك المعروفة التي سيطرت على ما هو الآن ماليزيا هي الامبراطورية القديمة لانغكاسوكا، وتقع في شمال شبه جزيرة الملايو حول تاسيك سيني. ارتبطت ارتباطاً وثيقاً بمملكة فونان في كمبوديا، التي حكمت أيضاً الجزء الشمالي من ماليزيا حتى القرن السادس. ووفقاً لسيجاراه ملايو («حوليات الملايو»)، أسس أمير الخمير راجا غانجي سارجونا مملكة غانغا نيجارا (بيرواس، فيرق حالياً) في بدايات القرن الثامن. بين القرنين السابع والثالث عشر خضع أغلب شبه الجزيرة الماليزية لامبراطورية سريفيجايا، التي تمركزت في فلمبان في جزيرة سومطرة.
هوجمت غانغا نيغارا في عامي 1025-1026 من قبل راجيندرا تشولا الأول، وهو امبراطور التاميل الذي يعتقد الآن أنه دمر كوتا جيلانغجي، وقعت قدح، المعروفة باسم كيدارام، تشي –تشا (وفقاً لـ إي – تشينغ) أو كاتاها في البالافا أو السنسكريتية القديمة، في طريق الغزوات المباشر وحكمها التشولا من 1025. اضطر خليفة تشولا الأول، فيرا راجيندرا تشولا، لاخماد تمرد في قدح للتخلص من الغزاة الآخرين. سيطرة تشولا على المنطقة أدت إلى تراجع عظمة سريفيجايا، وهي مملكة اندونيسية سيطرت على قدح وفطاني وصولاً إلى ليغور.
تصف قصيدة «باتينابالاي» التاميلية من القرن الثاني الميلادي سلعاً كادارام تنهال في شوارع عاصمة تشولا الواسعة. تشير الدراما السنسكريتية من القرن السابع، كاوموديماهوتسفا، إلى قدح باسم كاتاها ناغاري. كما تذكر أغنيبورانا منطقة تعرف باسم اندا – كاتاها مع إحدى حدودها محددة بذروة، يعتقد العلماء أنها غونونغ جيراي. تصف قصص من كاتاساريتاساغارام أناقة الحياة في كاتاها. سيطرت المملكة البوذية ليغور على قدح بعد فترة وجيزة. استخدمها الملك تشاندرابانو كقاعدة للهجوم على سريلانكا في القرن الحادي عشر. دون هذا الحدث بنقش حجري في ناغاباتينوم في نادو التاميلية وفي الروايات السريلانكية ماهافامسا.
بعد سقوط سريفيجايا، سيطرت الإمبراطورية ماجاباهيت المتمركزة في جاوة على معظم أنحاء إندونيسيا، شبه الجزيرة الماليزية، وسواحل جزيرة بورنيو.

### ملقة

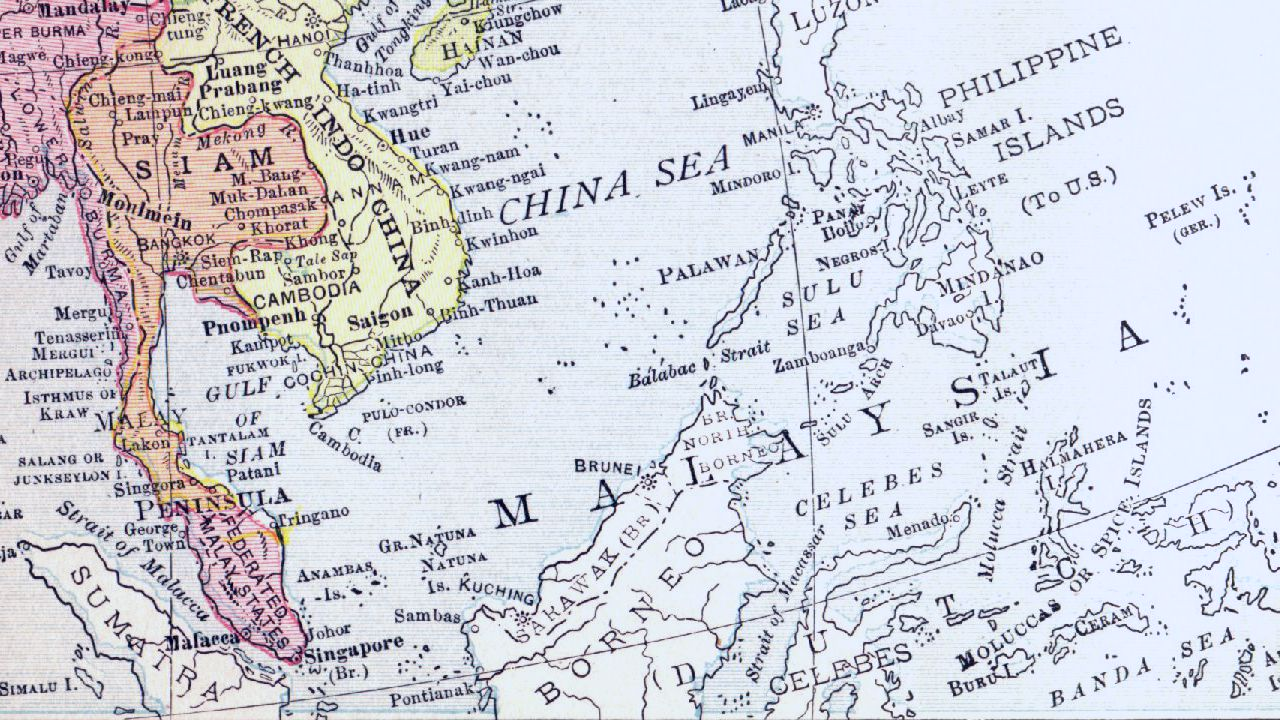
استخدمت "ماليزيا" كعلامة لأرخبيل الملايو على خريطة من أطلس الولايات المتحدة عام 1914م

في بدايات القرن الخامس عشر، أنشأ باراميسوارا، وهو أمير من فلمبان في إمبراطورية سريفيجايا السابقة، سلالة حاكمة وأسس ما عرف لاحقا باسم سلطنة «ملاكا». أدى احتلال مدينة باليمبانغ إلى فراره وآخرون عديدون. أبحر باراميسوارا قاصداً تيماسيك هرباً من الاضطهاد. وهناك كان تحت حماية تيماجي، قائد من الملايو من فطاني عينه ملك سيام وصياً على تيماسيك. في غضون بضعة أيام، قتل باراميسوارا تيماجي وعين نفسه وصياً. بعد نحو خمس سنوات تلت اضطر لمغادرة تيماسيك، بسبب تهديدات من سيام. خلال هذه الفترة، هاجم أسطول جاوي من ماجاباهيت تيماسيك.

لعبت سلطنة ملقا (1402-1511) دورًا رئيسيًا في نشر الإسلام في جميع أنحاء شبة جزيرة الملايو.

توجه باراميسوارا شمالاً وأسس مستوطنة جديدة. في موار، أراد باراميسوارا بناء مملكته الجديدة في بياواك بوسوك أو في كوتا بوروك. بعدما وجد أن موقع موار لم يكن مناسبا، واصل رحلته شمالا. على طول الطريق، وقيل انه زار سينينغ اوجونج (الاسم السابق لسنجاي أوجونج سونجاي الحالية) حتى وصل إلى قرية عند مصب نهر بيرتام (الاسم القديم لنهر ملاكا). تطورت هذه القرية مع مرور الوقت لتصبح مدينة ملقا الحالية. ووفقا لسجلات الملايو، ورأى باراميسوارا هنا أيل فأر يضايق كلباً يستريح تحت شجرة مالاقا. اعتبر هذا بمثابة فأل خير، وقرر إقامة مملكة تسمى ملقا. كما بنى مرافق محسنة للتجارة.
في ذلك الوقت الذي تأسست فيه ملاكا، قام الإمبراطور من سلالة مينغ الصينية بإرسال أساطيل السفن لتوسيع التجارة. دعي الادميرال تشنغ إلى ملقا الذي أحضر الأمير باراميسوارا معه عند عودته إلى الصين، اعترافاً بمنصبه كحاكم شرعي لملقا. مقابل جزية عادية، عرض الإمبراطور الصيني حماية ملقا من التهديدات المستمرة السيامية. الصينيون والهنود الذين استقروا في شبه جزيرة الملايو قبل وأثناء هذه الفترة هم اليوم أسلاف مجتمعي بابا- نيونيا وتشيتي.
وفقاً لنظرية، أسلم باراميسوارا عندما تزوج من الأميرة باساي واتخذ لقب «شاه»، داعياً نفسه اسكندر شاه. تذكر الأخبار الصينية أنه في عام 1414، زار نجل أول حاكم لملقا الإمبراطور مينغ لإبلاغه بوفاة والده. أصبح نجل باراميسوارا آنذاك معترفاً به رسمياً من قبل الإمبراطور الصيني ودعي باسم رجا سري راما فيكراما، رجا من باراميسوارا من تيماسيك وملقا، وعرف بين المسلمين باسم السلطان سري اسكندر ذو القرنين شاه أو السطان ميغات اسكندر شاه. حكم ملقا بين 1414-1424. من خلال تأثير المسلمين الهنود، وإلى حد أقل، شعب هوي الصيني، أصبح الإسلام شائعا بشكل متزايد خلال القرن الخامس عشر. لكون مملكة ملاكا كقوة بارزة في شبه الجزيرة انتشر الإسلام إلى الدول المجاورة. وبحلول بداية القرن السادس عشر أصبح الدين السائد بين الملايو.
في 1511، احتلت البرتغال ملقة، وأنشأت مستعمرة هناك. أنشأ أبناء آخر حكام ملقة مملكتين في أماكن أخرى من شبه الجزيرة: سلطنة فيرق إلى الشمال، وسلطنة جوهور (أصلا استمرارا لسلطنة ملقا القديمة) إلى الجنوب. بعد سقوط ملقا، تنازعت ثلاث قوى من أجل السيطرة على مضيق ملاقا: البرتغال (في ملاكا)، جوهور، واتشيه. استمر هذا الصراع حتى 1641، عندما سيطر عليه الهولنديون (المتحالفون مع جوهور).

### الوصول البريطاني
أنشأت بريطانيا أولى مستعمراتها في شبه جزيرة الملايو في عام 1786، مع استئجار شركة الهند الشرقية البريطانية جزيرة بينانغ من قبل سلطان قدح. في عام 1824، تولى البريطانيون السيطرة على ملقا بعد المعاهدة البريطانية الهولندية عام 1824 التي قسمت أرخبيل الملايو بين بريطانيا وهولندا، حيث المالايا ضمن المنطقة البريطانية. في 1826، أنشأت بريطانيا مستعمرة التاج من مستوطنات المضيق، موحدة بذلك ممتلكاتها الأربعة في المالايو: بينانغ، ملقا، سنغافورة، وجزيرة لابوان. أديرت هذه المستوطنات بداية من قبل شركة الهند الشرقية في كالكوتا، قبل أن تصبح كل من بينانغ أولاً، وسنغافورة لاحقاً مراكز إدارية لمستعمرة التاج، حتى عام 1867، عندما نُقلت إلى وزارة المستعمرات في لندن.
خلال أواخر القرن التاسع عشر، اعتمدت العديد من الولايات الماليزية على المساعدة البريطانية في تسوية الصراعات الداخلية. أدت الأهمية التجارية للكشف عن القصدير لتجار مستوطنات المضيق في الملايو لتدخل الحكومة البريطانية في الدويلات المنتجة للقصدير في شبه جزيرة الملايو. اتبع البريطانيون دبلوماسية القوارب الحربية من أجل التوصل إلى حل سلمي للاضطرابات المدنية التي تسببت بها العصابات الصينية والملايو الناجمة عن الصراع السياسي الدائر بين نجاح إبراهيم ورجا مودا، مهدت معاهدة بانغكور عام 1874 الطريق لتوسيع نطاق النفوذ البريطاني في الملايو. مع مطلع القرن العشرين، كانت ولايات فهغ، سلاغور، فيرق، ونكري سمبيلن تعرف مجتمعة باسم ولايات الملايو المتحدة (ينبغي عدم الخلط بينها وبين اتحاد الملايو)، وكانت تحت السيطرة الفعلية للسكان البريطانيين المعينين لإسداء المشورة لحكام الملايو. كان البريطانيين مستشارين بالاسم فقط، لكنهم في الواقع، أثّروا بشكل كبير على حكام الملايو.
أما الولايات الخمس المتبقية في شبه الجزيرة، والمعروفة باسم دول الملايو غير الموحدة، وإن لم تكن مباشرة تحت الحكم البريطاني، فقد قبلت بمستشارين بريطانيين مع منعطف القرن العشرين. كانت منها أربع دويلات شمالية هي برليس، قدح، كلنتن وترغكانو تحت سيطرة سيامية سابقة. أما جوهور فكانت الدولة الوحيدة التي تمكنت من الحفاظ على استقلالها طوال معظم القرن التاسع عشر. كان السلطان أبو بكر من جوهور والملكة فيكتوريا على معرفة شخصية، واعترفا ببعضهما البعض على قدم المساواة. دام الأمر كذلك حتى عام 1914 عندما قبل خليفة السلطان أبو بكر، السلطان إبراهيم مستشاراً بريطانياً.
في جزيرة بورنيو، حكمت ساباه ككونها مستعمرة التاج بورنيو الشمالية البريطانية، بينما كانت سراوق تحت سيطرة بروناي كمملكة شخصية لعائلة بروك، الذين حكموا باسم راجا الأبيض.
نمت الرغبة الوطنية بالاستقلال في أعقاب الغزو الياباني للملايو واحتلالها لاحقا خلال الحرب العالمية الثانية. في مرحلة ما بعد الحرب وضعت بريطانيا خططاً لتوحيد الإدارة في ماليزيا تحت مستعمرة وحيدة للتاج ودعيت اتحاد الملايو الذي تعثر بسبب معارضة قوية من قبل الملايو الذي عارضوا التخلص من حكامهم ومنح الجنسية للعرقية الصينية. انحل هذا الاتحاد الذي أنشئ في عام 1946 وتألف من جميع الممتلكات البريطانية في الملايو باستثناء سنغافورة، في عام 1948 والاستعاضة عنها باتحاد الملايو الفدرالي، الذي أعاد الحكم الذاتي لحكام ولايات الملايو في ظل الحماية البريطانية.
وخلال هذا الوقت، أطلق المتمردون تحت قيادة حزب الملايو الشيوعي حرب عصابات تهدف إلى طرد الإنكليز من الملايو. دامت حالة الطوارئ في الملايو، كما هو معروف، بين عامي 1948-1960، وشملت حملة طويلة لمكافحة التمرد من قبل قوات الكومنولث في ماليزيا. وعلى الرغم من توقف العمليات المسلحة لبثت قوات الكومنولث في المنطقة، على خلفية الحرب الباردة. وفقاً لذلك منح الاتحاد الاستقلال في إطار الكومنولث في 31 أغسطس 1957.

### ما بعد الاستقلال

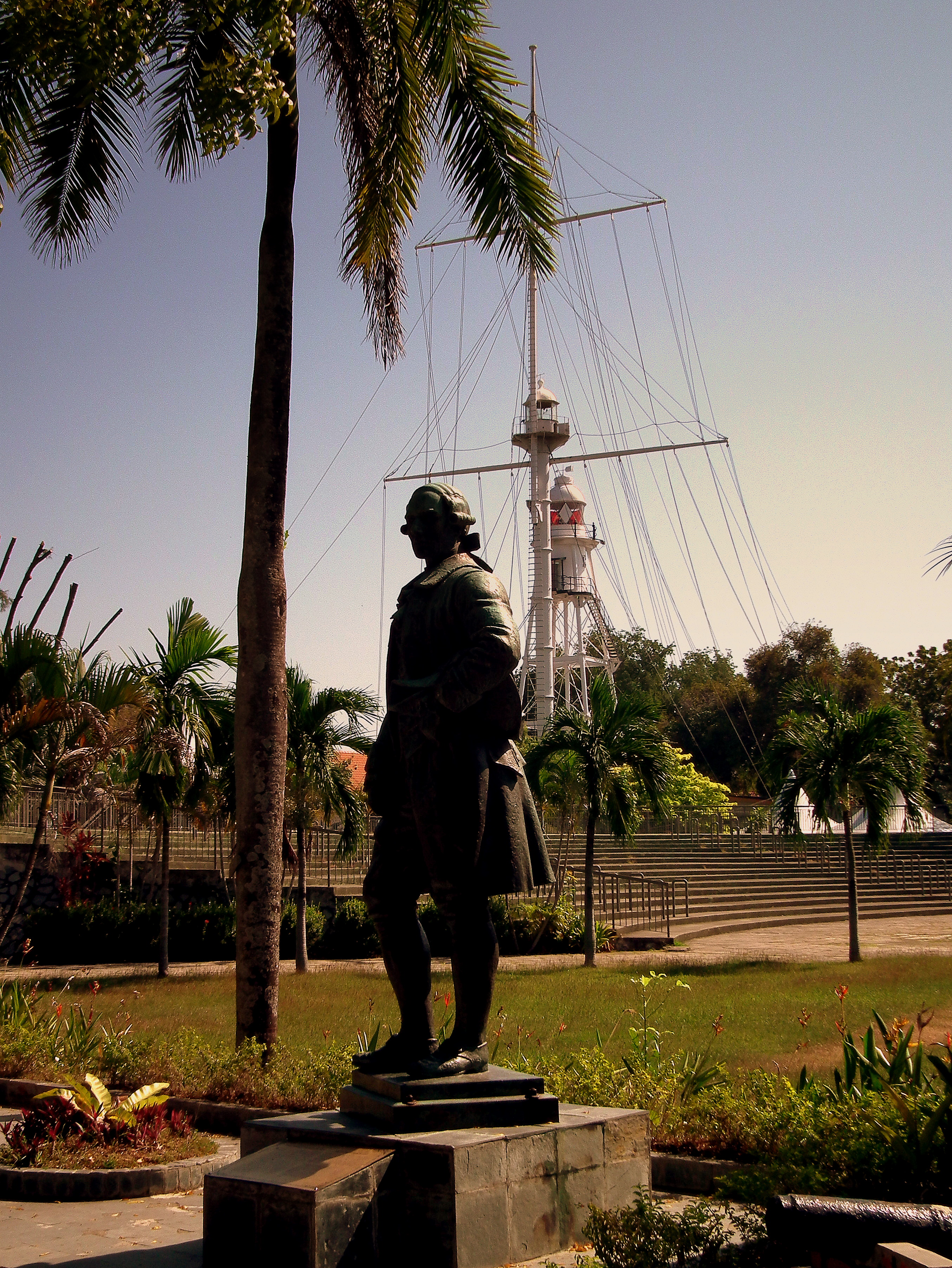
تمثال فرانسيس لايت في حصن كورنواليس في بينانج، أول مستعمرة بريطانية التي أصبحت ماليزيا.

في عام 1963، شكّلت المالايا مع مستعمرات التاج البريطاني في ذلك الوقت صباح (بورنيو الشمالية البريطانية) وسراوق وسنغافورة دولة ماليزيا. انسحبت سلطنة بروناي، على الرغم من الاهتمام الأوّلي في الانضمام إلى الاتحاد، لكنها تراجعت بسبب معارضة من قطاعات معينة من السكان، وكذلك الجدل حول دفع إتاوات النفط ووضعية السلطان في عملية الاندماج المزمعة. كان التاريخ المقترح لإعلان تشكيل ماليزيا هو 31 أغسطس 1963، ليتزامن مع يوم استقلال الملايو ومنح الحكم الذاتي لسراوق وصباح. بأي حال، تأخر الموعد بسبب معارضة من الحكومة الأندونيسية بقيادة سوكارنو ومحاولات أخرى من جانب حزب الشعب المتحد في سراوق لتأخير تشكيل ماليزيا. لهذه العوامل، تشكّل فريق من الأمم المتحدة يضم ثمانية أعضاء للتأكد من رغبة صباح وسراوق في الانضمام إلى ماليزيا.
شهدت السنوات الأولى من الاستقلال نزاعاً مع إندونيسيا حول تشكيل ماليزيا، وخروج سنغافورة في نهاية المطاف في عام 1965، والصراعات العرقية التي نحت تجاه أعمال شغب عرقية في عام 1969. كما أدلت الفلبين بدلوها أيضاً ضد صباح بناء على ادعاء أن سلطنة بروناي تنازلت لسلطنة سولو عن صباح في عام 1704. لا تزال هذه المسألة مع الفلبين جارية. بعد أعمال الشغب العرقية 13 مايو عام 1969، أطلقت السياسات الاقتصادية الجديدة المثيرة للجدل والتي تهدف إلى زيادة حصة «السكان الأصليين» (أغلبية شعب المالايو) بالمقارنة مع غيرها من الجماعات العرقية، والتي أطلقها رئيس الوزراء عبد الرزاق. حافظت ماليزيا منذ ذلك الحين على توازن عرقي وسياسي دقيق، مع نظام حكم يحاول الجمع بين التنمية الاقتصادية الشاملة والسياسات الاقتصادية والسياسية التي تعزز المشاركة العادلة لجميع الأعراق المشكلة للبلاد.
بين الثمانينيات ومنتصف التسعينات، شهدت ماليزيا نموًا اقتصاديًا كبيرًا في ظل حكومة مهاتير محمد. شهدت هذه الفترة تحولًا من الاقتصاد القائم على الزراعة إلى اقتصاد يرتكز على الصناعة في مجالات مثل أجهزة الكمبيوتر والمستهلكات الإلكترونية. كان خلال هذه الفترة أيضًا أن تغير المشهد الماليزي مع ظهور العديد من المشاريع الضخمة. لعل أبرز هذه المشاريع هو برجا بتروناس التوأمان (حينها أعلى مبنى في العالم، وما زالا يحتفظان بوضعهما كأعلى مبنيين توأمين) ومطار كوالالمبور الدولي والطريق السريع بين الشمال والجنوب وحلبة سيبانغ الدولية وممر الوسائط المتعددة الخارق وسد باكون الكهرومائي وبوتراجاي العاصمة الإدارية الاتحادية الجديدة.
في أواخر التسعينات، اهتزت ماليزيا بسبب الأزمة المالية الآسيوية، فضلاً عن الاضطرابات السياسية الناجمة عن إقالة نائب رئيس الوزراء أنور إبراهيم. في عام 2003، تقاعد الدكتور مهاتير، أطول رؤساء الوزراء خدمة في ماليزيا لصالح نائبه عبد الله أحمد بدوي. في نوفمبر 2007، شهدت ماليزيا مسيرتين مناهضتين للحكومة. مسيرة بيرسيه عام 2007 والتي جمعت 40 000 شخص في كوالالمبور في العاشر من نوفمبر لإصلاح النظام الانتخابي. كما سبقها اتهامات بفساد في نظام الانتخابات الماليزية الذي يدعم الحزب السياسي الحاكم، باريسان ناسيونال الذي استلم السلطة منذ الاستقلال عام 1957. عقدت مسيرة أخرى في 25 نوفمبر العاصمة الماليزية من قبل (هندراف). دعى منظم المظاهرة، جبهة عمل حقوق الهندوس، إلى الاحتجاج على السياسات التمييزية لصالح عرقية الملايو. قدرت الحشود ما بين 5 000 و30 000. في كلتا الحالتين قامت الحكومة والشرطة بالبطش بالمتظاهرين ومحاولة منع التجمعات. في 16 أكتوبر 2008، حظرت الحكومة منظمة هندراف كما وصفت المنظمة «خطراً على الأمن القومي». تتبع ماليزيا النظام البريطاني في القيادة (اليد اليمنى أو الجهة اليسرى من الطريق).

## الحكومة والسياسة

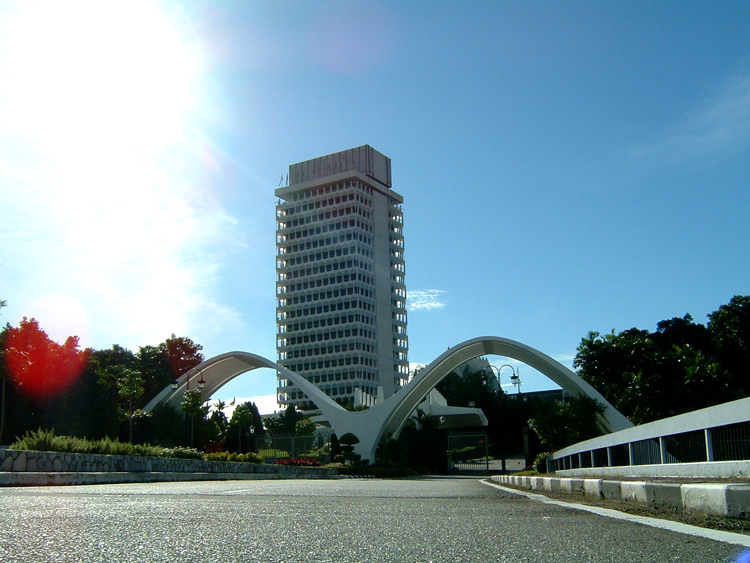
البرلمان الماليزي

تعتبر ماليزيا دولة ملكية انتخابية دستورية فيدرالية. الرئيس الفيدرالي للدولة الماليزية هو يانغ دي بيرتوان أغونغ، ويشار إليه غالباً بملك ماليزيا. يتم انتخاب يانغ دي بيرتوان اجونج لفترة ولاية مدتها خمس سنوات من بين السلاطين التسعة لولايات الملايو، الولايات الأربع الأخرى، التي تمتلك حكاماً اسميين، لا تشارك في الانتخاب.
نظام الحكم في ماليزيا شبيه جداً بنظام وستمنستر البرلماني، وهو من مخلفات الاستعمار البريطاني. منذ الاستقلال في عام 1957، تحكم ماليزيا من قبل تحالف متعدد الأحزاب المعروفة باسم باريسان ناسيونال (عرف سابقاً باسم التحالف). تتمتع السلطة القضائية باستقلالية عن السلطات التشريعية والتنفيذية. يستند النظام القانوني من القانون المشترك الإنكليزي.

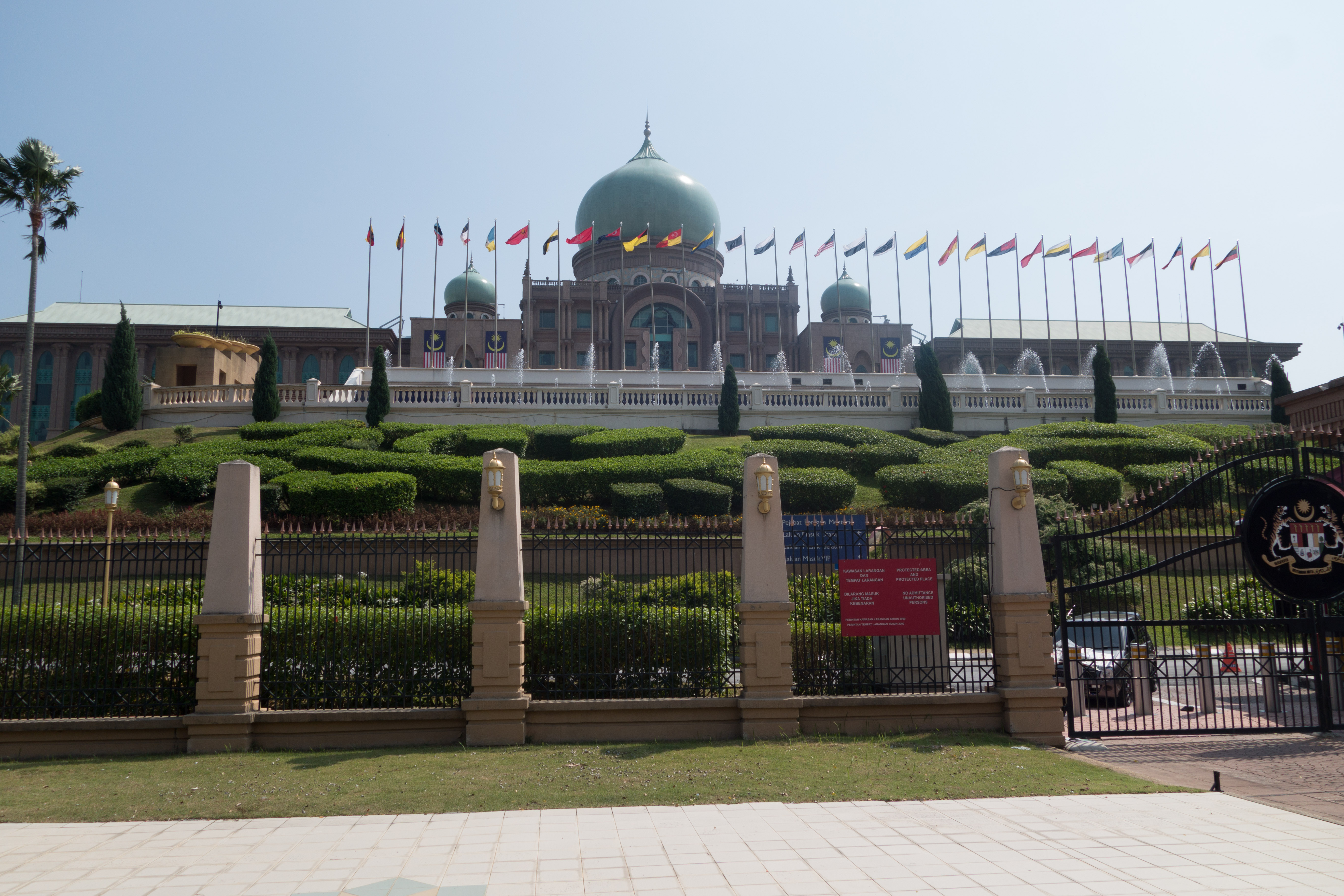
مكتب رئيس الوزراء الماليزي.

يتم تقسيم السلطة التشريعية بين المجالس التشريعية الاتحادية والمحلية. يتألف البرلمان من مجلسين هما مجلس النواب أو ديوان راكيات (معناه مجلس الشعب)، ومجلس الشيوخ أو ديوان نيغارا (معناه مجلس الأمة). يتم انتخاب أعضاء مجلس النواب 222 من خلال الدوائر الانتخابية ذات الممثل الوحيد لمدة أقصاها خمس سنوات. فترة ولاية جميع أعضاء مجلس الشيوخ 70 ثلاث سنوات، يتم انتخاب 26 منهم عن مجالس الولايات 13، بينما يمثل اثنان منطقة كوالالمبور الاتحادية، وواحد عن كل من لابوان وبوتراجاي، بينما يعين الملك 40 المتبقين. إضافة إلى مجلس النواب على المستوى الاتحادي، لكل ولاية مجلس تشريعي خاص بها (ديوان أوندانغان نيغيري) ويتم انتخاب أعضائه وفقاً للدائرة الانتخابية وحيد التمثيل. تجري الانتخابات البرلمانية على الأقل مرة واحدة كل خمس سنوات، حيث كانت آخرها في مارس 2008. الناخبون المسجلون في سن 21 وما فوق يحق لهم التصويت لانتخاب أعضاء مجلس النواب، وفي معظم الولايات، المجلس التشريعي الخاص بالولاية أيضاً. التصويت ليس إجبارياً.
تناط السلطة التنفيذية إلى مجلس الوزراء برئاسة رئيس الوزراء، ينص الدستور الماليزي على ضرورة أن يكون رئيس الوزراء عضواً في مجلس النواب، والذي وفقاً لرأي يانغ دى بيرتوان أجونغ، يجب أن يتمتع بأغلبية في البرلمان. يتم اختيار مجلس الوزراء من بين أعضاء مجلسي البرلمان وهم مسؤولون أمامهما.
يقود حكومات الولايات من رئيس وزراء (مينتيري بيسار في ولايات الملايو أو كيتوا مينتيري في الولايات دون الحكم الوراثي)، وهو عضو في برلمان الولاية من حزب الأغلبية في ديوان أونداغان نيغيري. يجب أن يكون رئيس وزراء الولاية الملايو مسلماً، على الرغم من أن هذه القاعدة تخضع لاجتهادات الحكام.

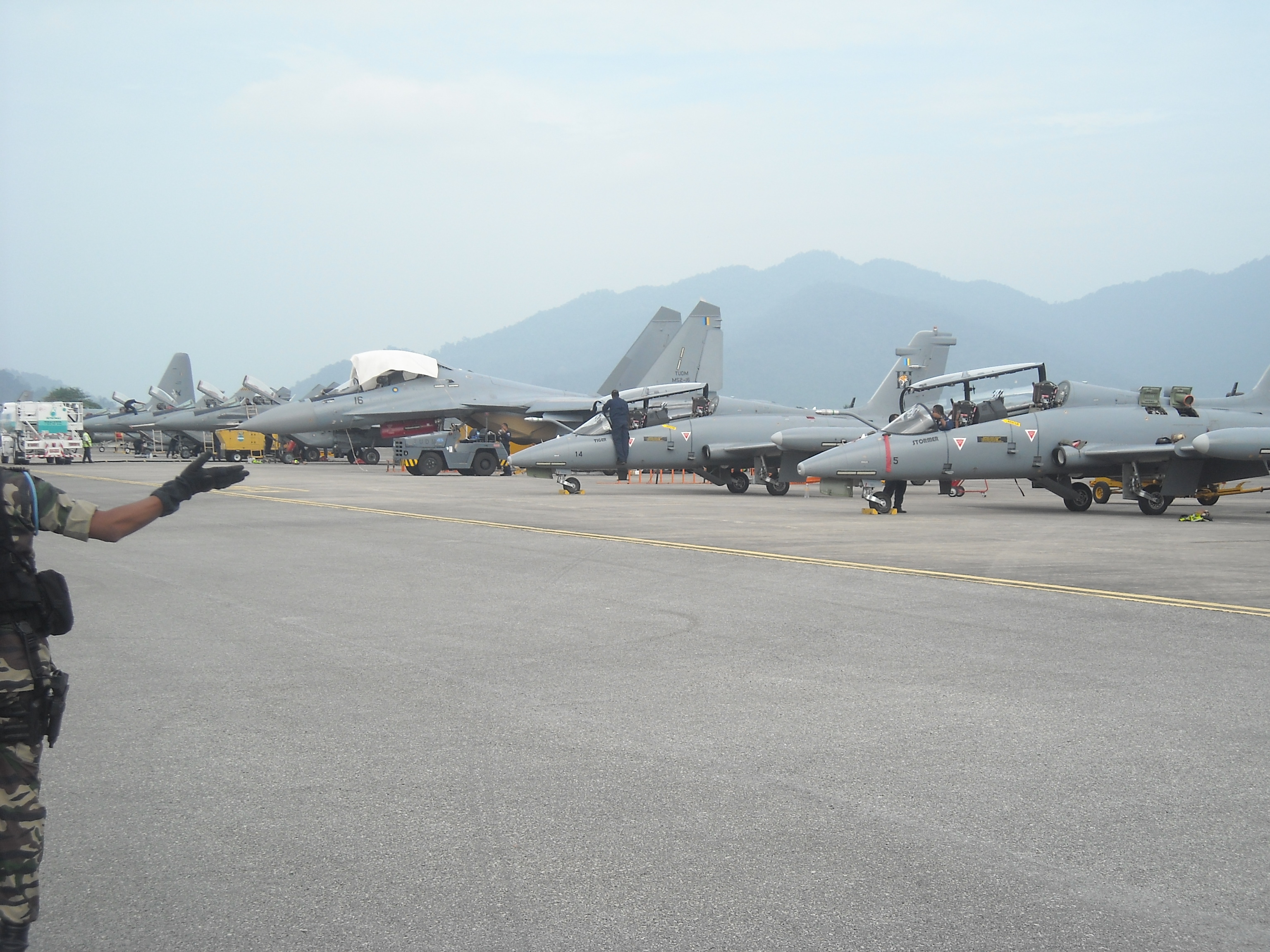
القوات الجوية الملكية الماليزية

### العلاقات الخارجية والقوات المسلحة
ماليزيا عضو مؤسس لرابطة دول جنوب شرق آسيا (آسيان)، وتشارك في العديد من المنظمات الدولية مثل الأمم المتحدة. بما أنها مستعمرة بريطانية سابقة، فهي أيضاً عضو في الكومنويلث. كما أنها عضو في مجموعة البلدان النامية الثماني. تمتلك ماليزيا علاقات دبلوماسية مع العديد من البلدان لكنها لا تعترف بدولة إسرائيل. وفقاً لذلك، لا يمكن لأي مسافر يحمل جواز سفر ماليزي دخول إسرائيل ولا للإسرائيلي بدخول ماليزيا.
تعود مسؤولية الدفاع عن البلاد إلى القوات المسلحة الماليزية (أنغكاتان تنتيرا ماليزيا). تنقسم هذه القوات إلى ثلاثة فروع، البحرية الملكية الماليزية (تنتيرا لاوت ديراجا ماليزيا)، والجيش الماليزي (تنتيرا دارات ماليزيا)، القوات الجوية الملكية الماليزية (تنتيرا أودارا ديراجا ماليزيا). تعمل القوات الجوية الملكية الماليزية على حد سواء من حاملات الطائرات الأميركية أو الروسية.

## التقسيمات الإدارية
تقسم ماليزيا إدارياً إلى 13 ولاية (11 في شبه الجزيرة الماليزية و2 في بورنيو الماليزية) و3 أقاليم اتحادية. تنقسم كل ولاية إلى أقاليم (ديراه أو جاجاهان في كلنتن)، ويدعى التقسيم الأدنى من الإقليم موكيم. بما أن ماليزيا هي اتحاد، فإن حكم البلد منقسم بين الحكومة الفدرالية وحكومات الولايات.
| برليس قدح بينانق كلنتن ترغكانو فيرق سلاغور نكري سمبيلن ملقا جوهر فهغ سراوق صباح لابوان كوالالمبور بوتراجاي ماليزيا الغربية ماليزيا الشرقية (أزرق) ولايات (أحمر) أقاليم اتحادية بحر الصين الجنوبي مضيق ملقا خليج تايلاند بحر سولو بحر سيليبس بروناي إندونيسيا سنغافورة تايلاند |

| الاسم                      | العاصمة       | السكان (2020) | المساحة (كم²) | الكثافة السكانية | مؤشر التنمية البشرية | أكبر تجمع حضري |           |
| -------------------------- | ------------- | ------------- | ------------- | ---------------- | -------------------- | -------------- | --------- |
| ولاية كوالالمبور الاتحادية | كوالالمبور    | 1,810,000     | 243           | 7449             | 0.868                | وادي كلانغ     |           |
| ولاية لابوان الاتحادية     | بندر لابوان   | 95,100        | 92            | 978              | –                    | –              | –         |
| ولاية بوتراجاي الاتحادية   | بوتراجاي      | 109,200       | 49            | 1413             | –                    | –              | –         |
| جوهور                      | جوهور بارو    | 4,009,700     | 19,166        | 169              | 0.805                | جوهور بارو     | 1,800,000 |
| قدح                        | ألور سيتار    | 2,131,400     | 9,492         | 213              | 0.741                | ألور سيتار     | 600,000   |
| كلنتن                      | كوتا بارو     | 1,792,500     | 15,040        | 110              | 0.728                | كوتا بارو      | 577,300   |
| ملقا                       | مدينة ملقا    | 998,400       | 1,712         | 467              | 0.810                | مدينة ملقة     | 455,300   |
| نجيري سمبيلن               | سرمبان        | 1,200,000     | 6,658         | 153              | 0.801                | سرمبان         | 419,500   |
| بهنج                       | كوانتان       | 1,591,300     | 35,965        | 43               | 0.776                | كوانتان        | 607,800   |
| فيرق                       | ايبوه         | 2,496,000     | 21,146        | 114              | 0.790                | ايبوه          | 814,000   |
| برليس                      | كانجار        | 284,900       | 819           | 298              | 0.785                | كانغار         | 50,000    |
| بينانق                     | جورج تاون     | 1,740,400     | 1,049         | 1509             | 0.851                | بنانج          | 2,200,000 |
| صباح                       | كوتا كينابالو | 3,418,800     | 73,621        | 42               | 0.735                | كوتا كينابالو  | 900,000   |
| سلاغور                     | شاه عالم      | 6,994,400     | 7,951         | 650              | 0.907                | وادي كلانغ     | 8,063,000 |
| سراوق                      | كوتشينغ       | 2,453,700     | 124,450       | 20               | 0.763                | كوتشينغ        | 658,600   |
| ترغكانو                    | كوالا ترغكانو | 1,149,400     | 12,958        | 87               | 0.813                | كوالا ترنجانو  | 396,400   |

## الجغرافيا

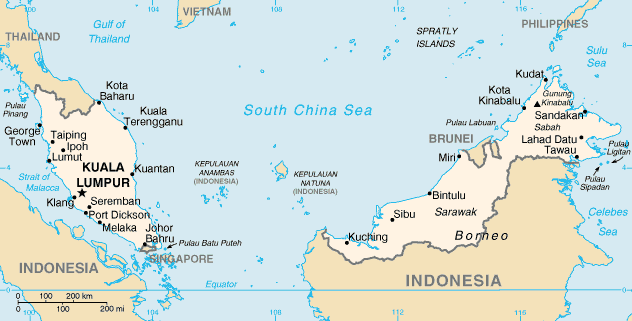
خريطة ماليزيا.

ماليزيا هي البلد رقم 43 من ناحية التعداد السكاني في العالم و66 من ناحية المساحة، ومساحتها أكثر من 325 000 كم2، تماثل في تعدادها السكاني السعودية وفنزويلا، والنرويج وفيتنام من ناحية المساحة.
يفصل بين شطري ماليزيا الرئيسيين بحر الصين الجنوبي، يتميز المشهد في شطري البلاد الغربي والشرقي بالسهول الساحلية التي ترتفع في كثير من الأحيان لتشكّل تلالاً وجبالاً مغطاة بالغابات الكثيفة، أعلاها هو جبل كينابالو بارتفاع 4,095.2 متر في جزيرة بورنيو. المناخ المحلي استوائي ويتميز برياح موسمية من الجنوب الغربي (أبريل - أكتوبر) والشمالية الشرقية (أكتوبر - فبراير) الرياح الموسمية.
تقع تانجونغ بياي في ولاية جوهور الجنوبية، وهي أقصى جنوب آسيا القارية. مضيق ملقا يقع بين جزيرة سومطرة وشبه جزيرة ماليزيا، ويمكن القول أنه من أهم الممرات الملاحية في العالم. ومضيق جوهور يفصلها عن سنغافورة.

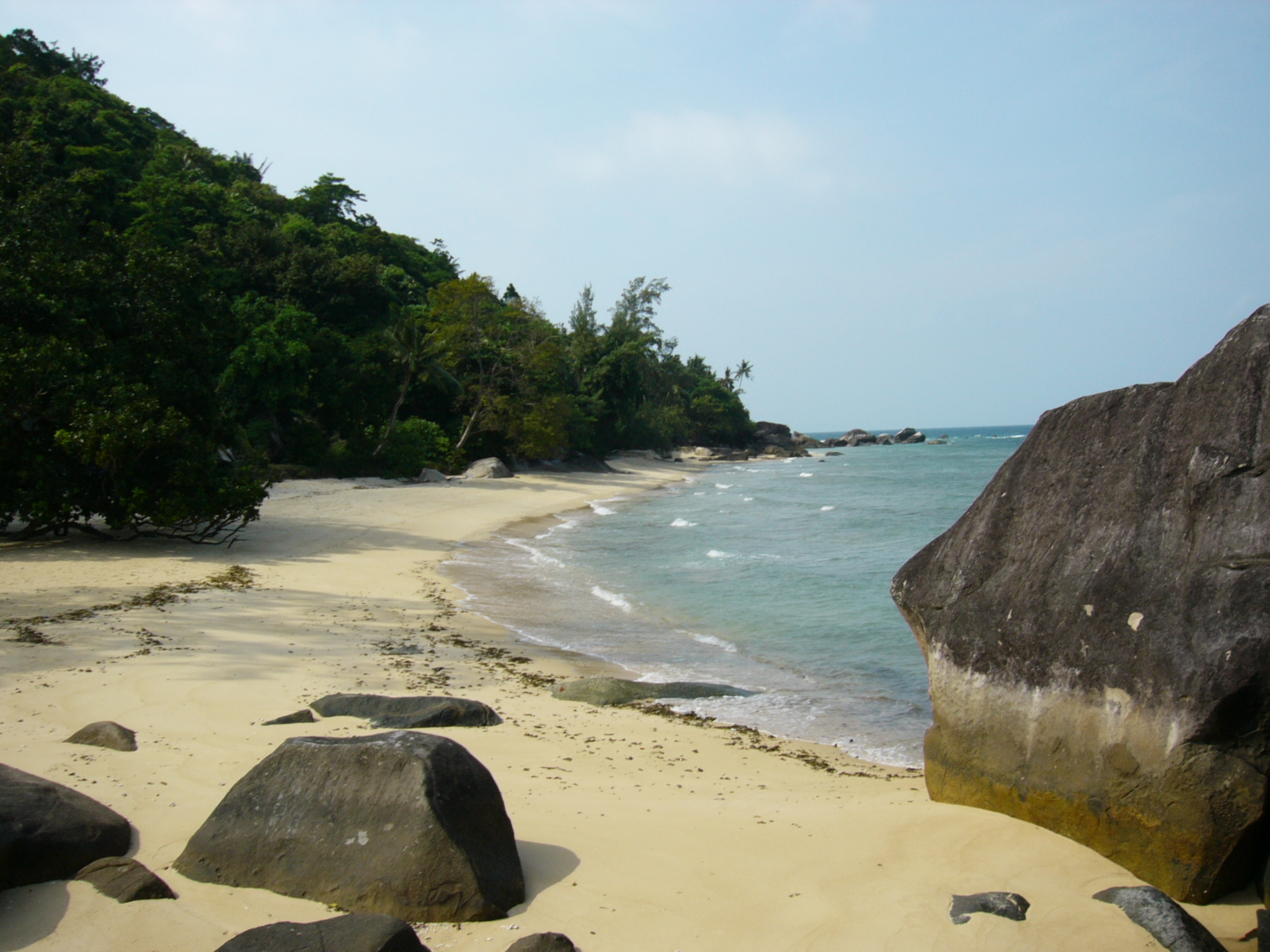
مشهد شاطئي في بولاو تيومان.

كوالالمبور هي العاصمة الرسمية وأكبر مدينة في ماليزيا، بوتراجاي هي العاصمة الفيدرالية الإدارية. على الرغم من أن العديد من الفروع التنفيذية والقضائية للحكومة الاتحادية قد انتقلت إلى هناك (لتخفيف الازدحام المتزايد في كوالا لامبور)، لا تزال كوالا لمبور عاصمة ماليزيا التشريعية لأنها تضم مقر البرلمان الماليزي. كما أنها المركز الرئيسي التجاري والاقتصادي في البلاد.
تشمل المدن الكبرى الأخرى جورج تاون وايبوه وجوهور بارو وكوتشينغ وكوتا كينابالو وميري وألور ستار وملقا وكوالا ترنجانو وكوتا بارو وكوانتان وبتالينغ جايا.

### المصادر الطبيعية

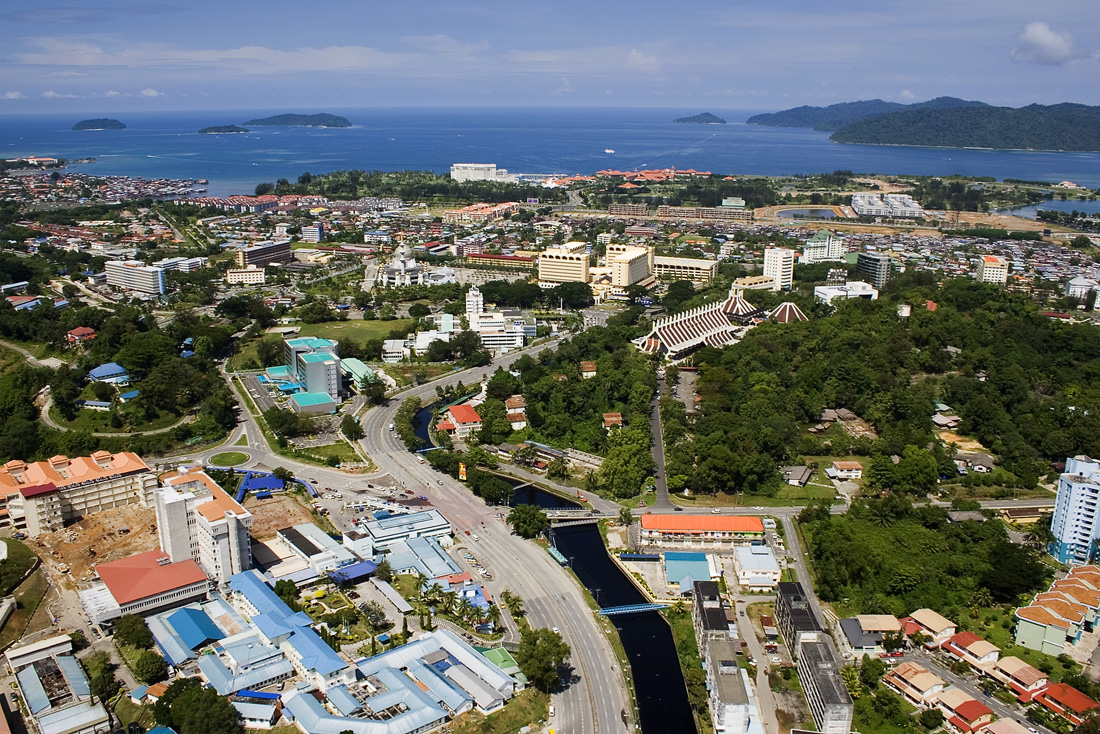
كوتا كينابالو عاصمة الولاية الماليزية الشرقية صباح، تقع 1600 كم شرقاً عبر بحر الصين الجنوبي من كوالالمبور.

## الاقتصاد

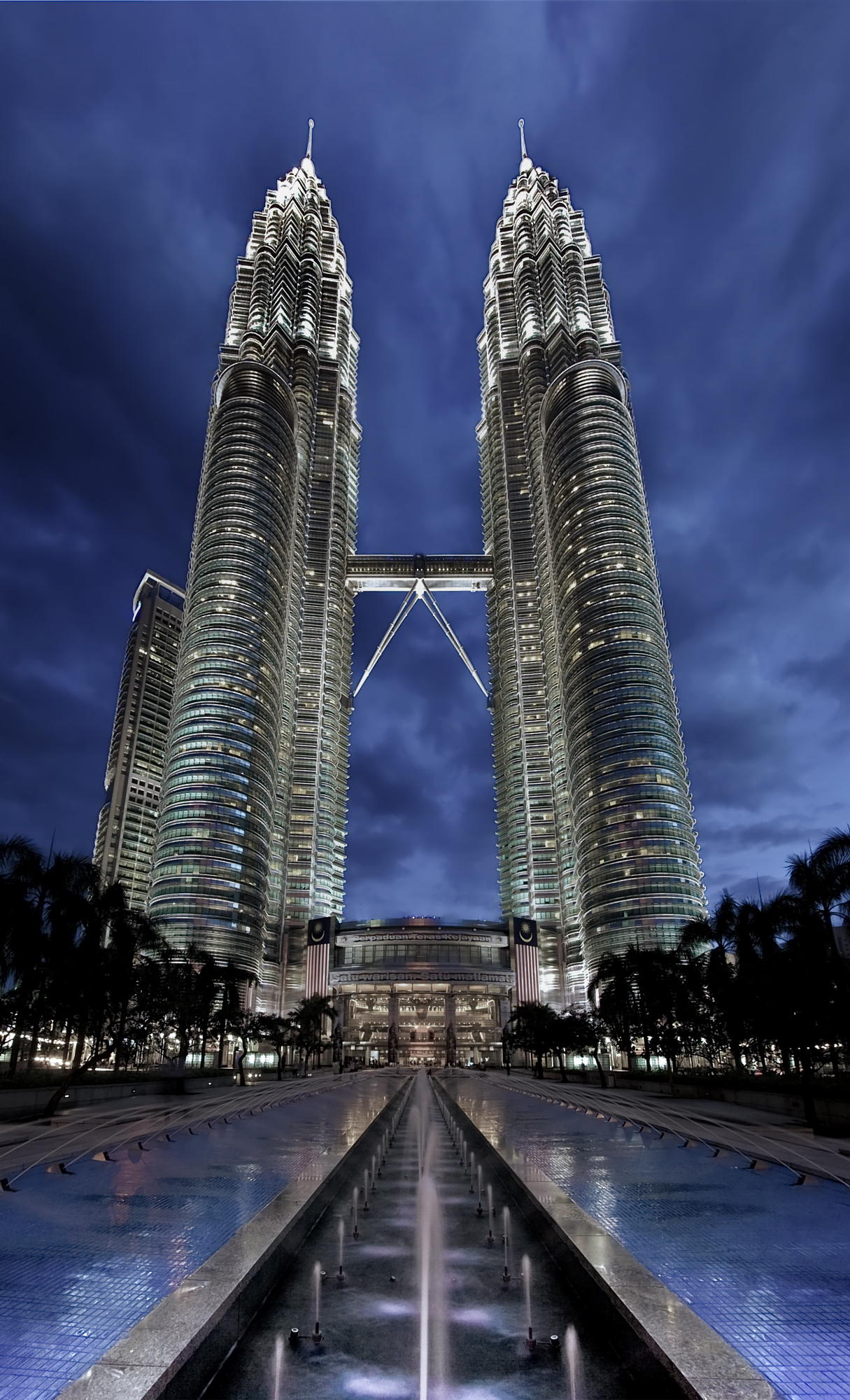
ينعكس النمو الاقتصادي في ماليزيا في برجي بتروناس، مقر عملاق النفط المحلي في كوالالمبور، وفي حينه خامس أعلى مبنى في العالم.

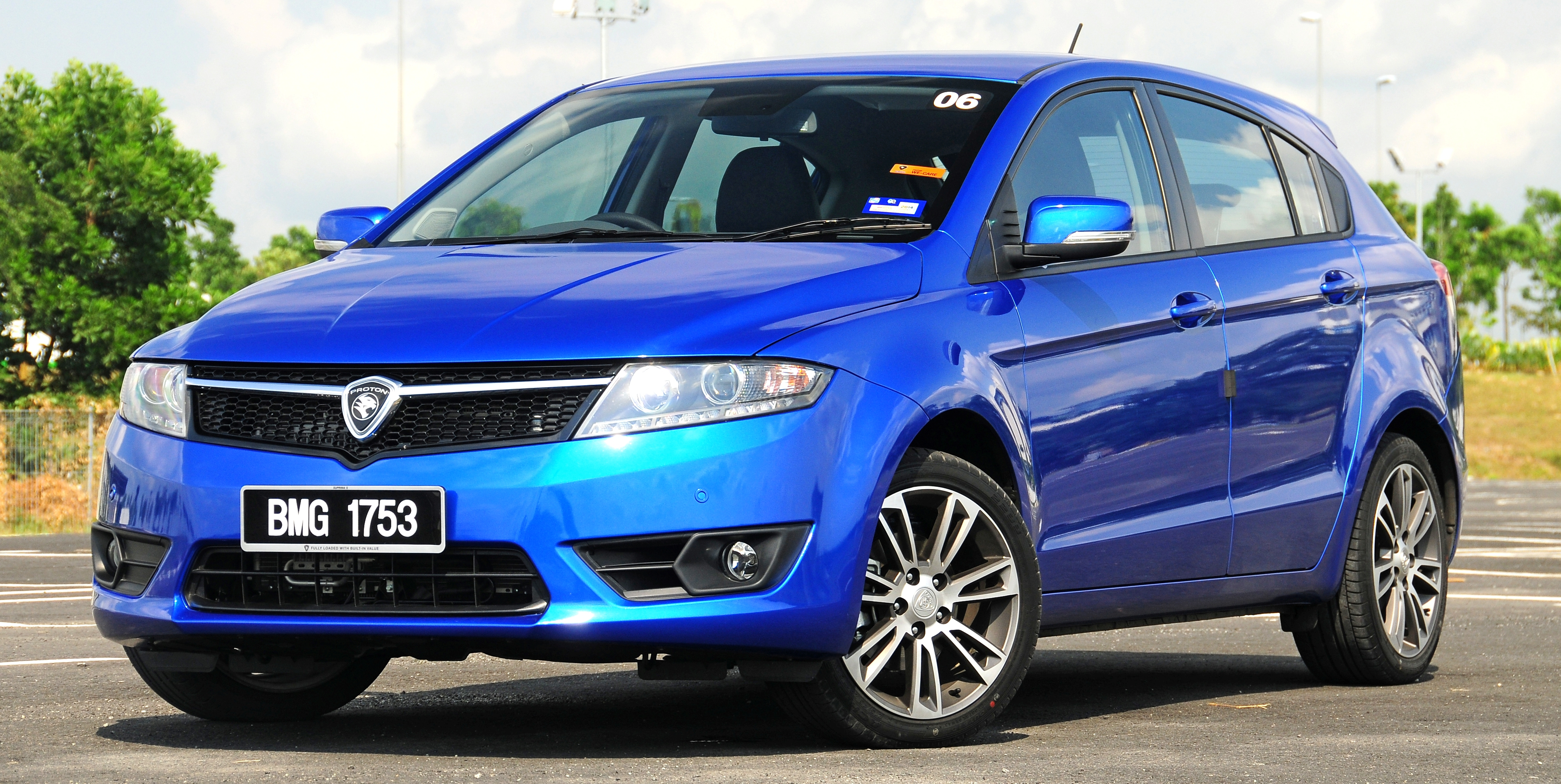
بروتون في ماليزيا.

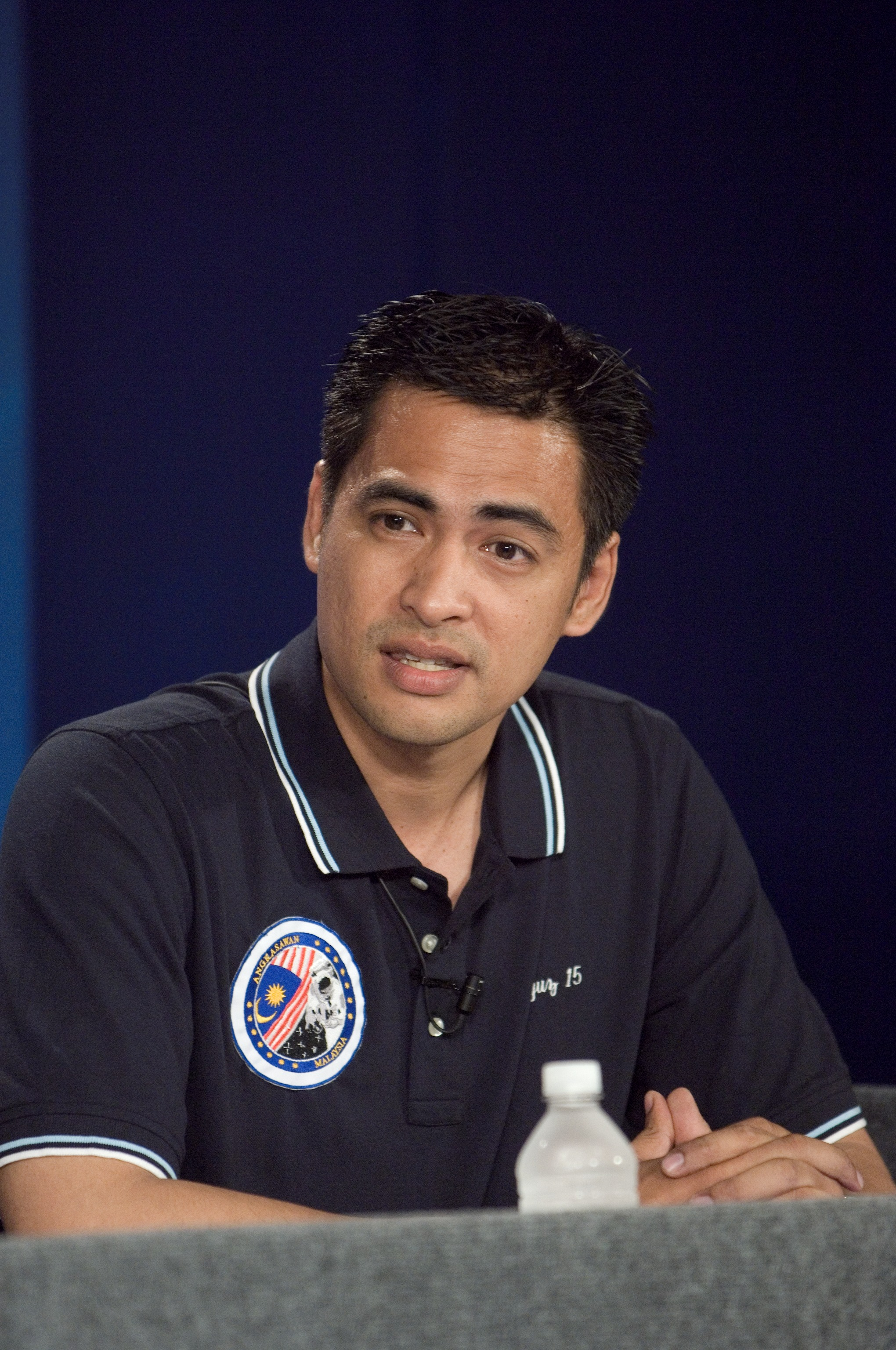
مظفر شكور، أول ماليزي يصعد للفضاء

## الديموغرافيا

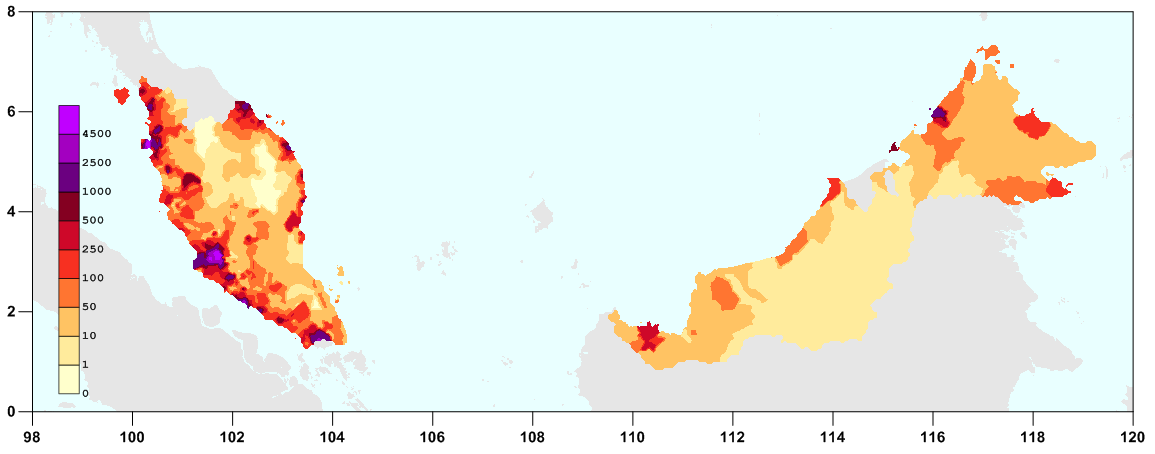
الكثافة السكانية في ماليزيا (شخص في كم2).

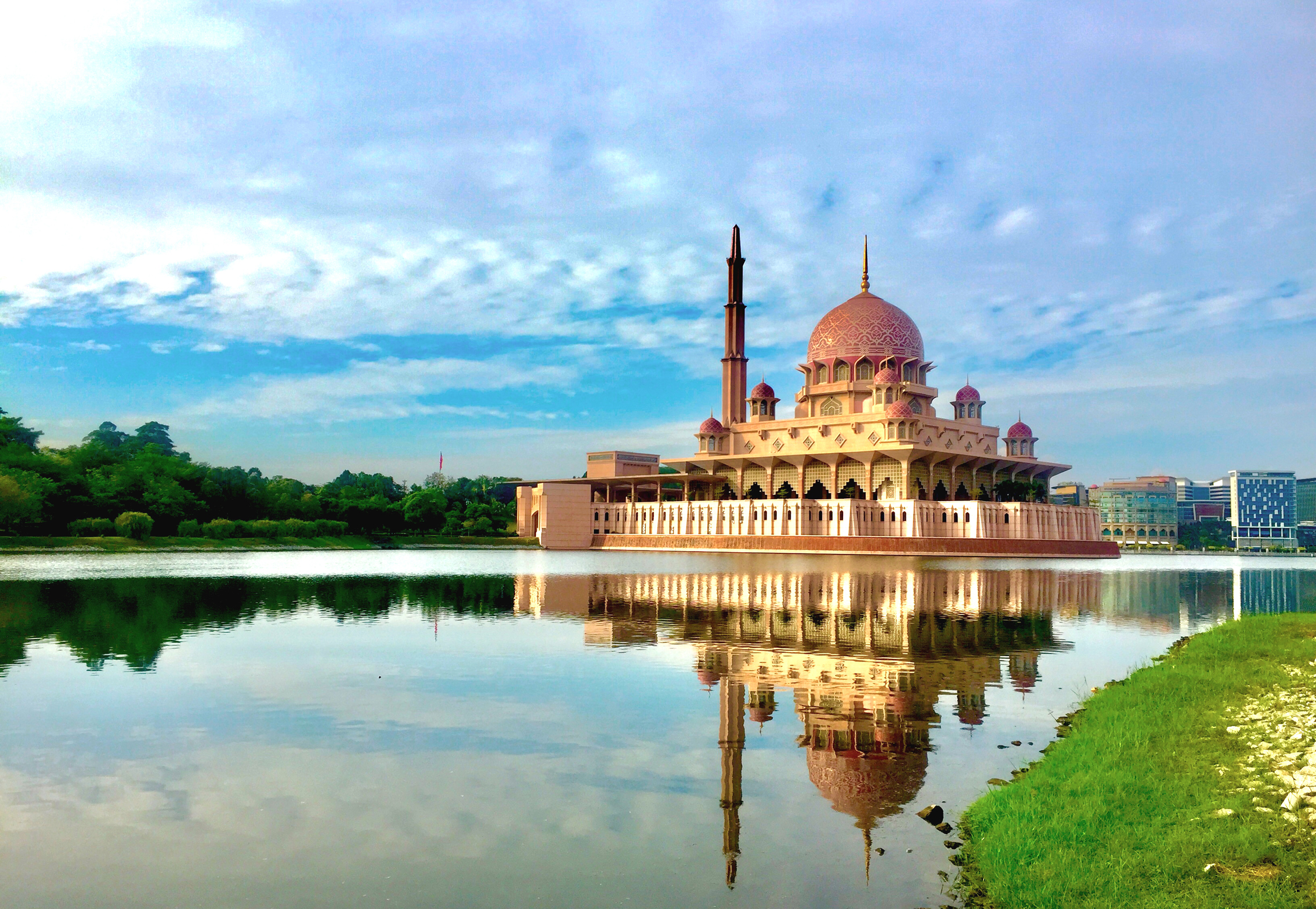
المسجد الأحمر على بحيرة بوترا جايا الاصطناعية في مدينة كوالالمبور.

### الدين

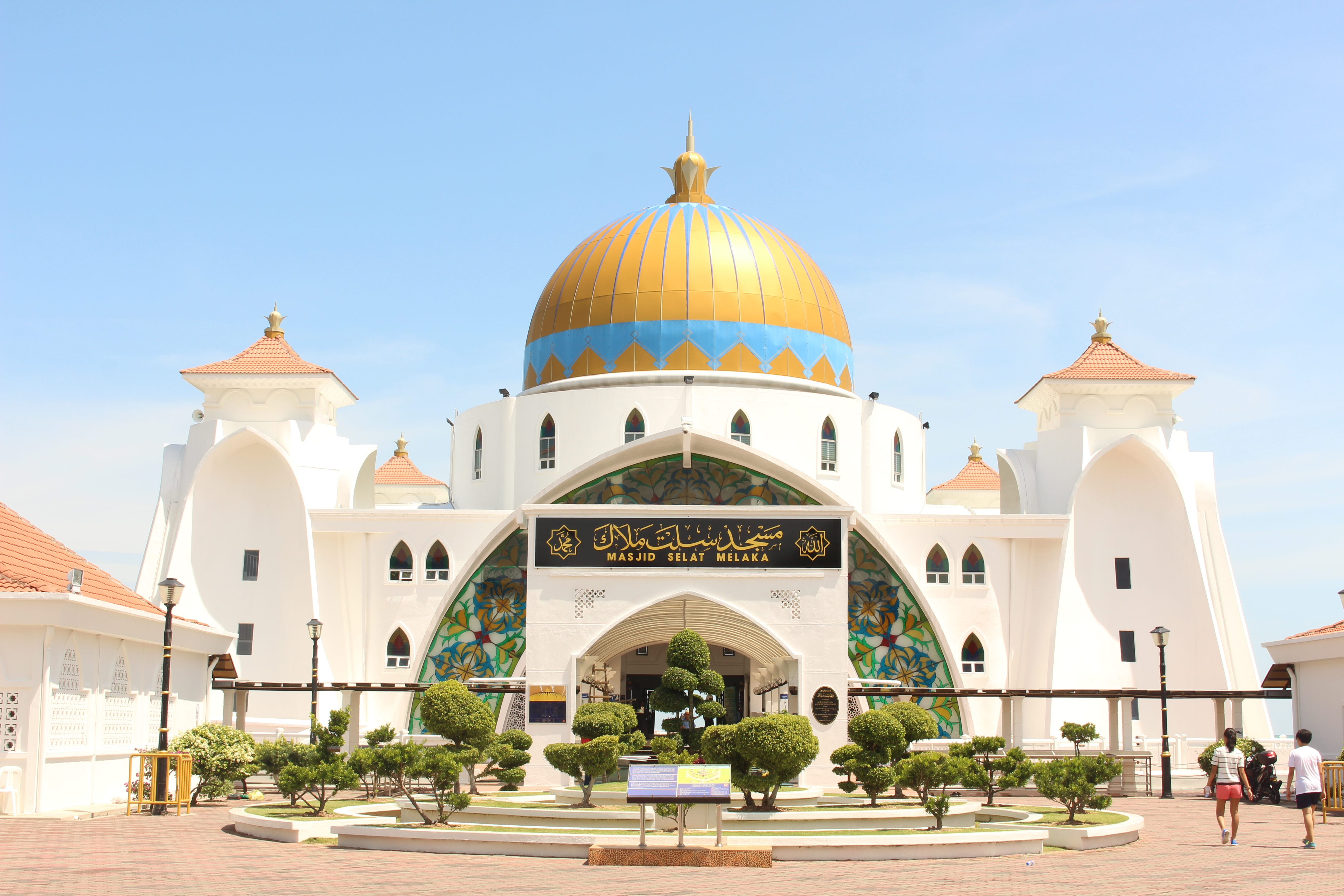
مسجد مضائق ملقا

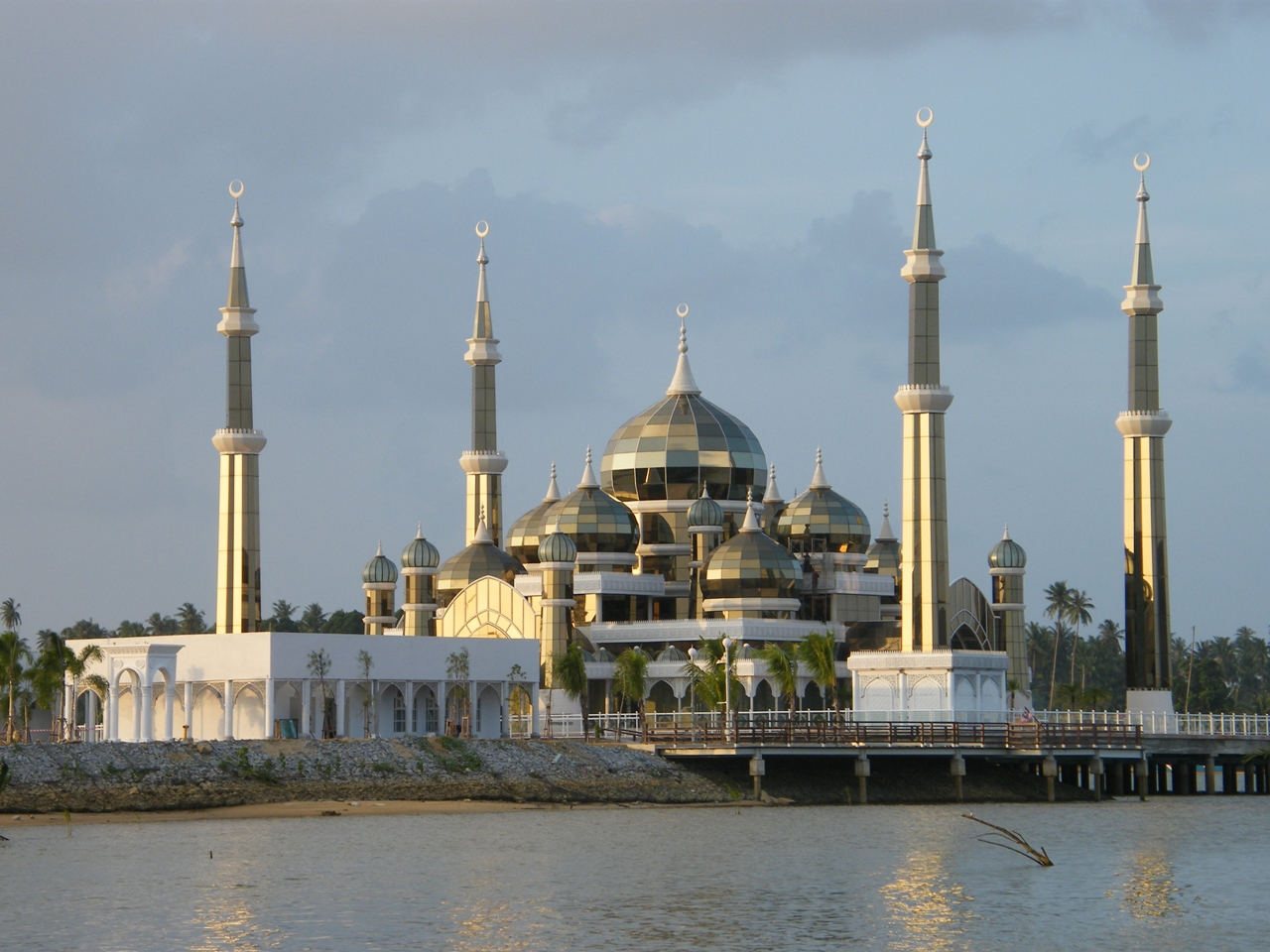
المسجد البلوري في كوالالمبور مصنوع من البلور الخالص.

## التعليم

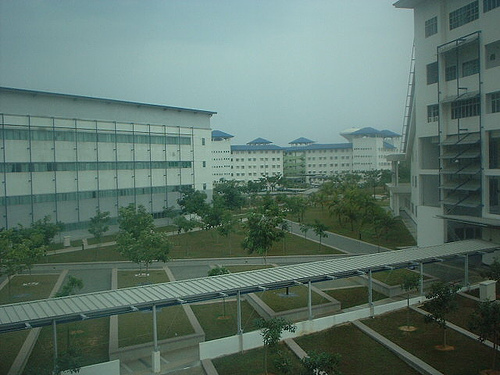
مشهد من الجو لحرم جامعة سايبرجايا للوسائط المتعددة، هذه الجامعة أولى الجامعات الخاصة في ماليزيا.

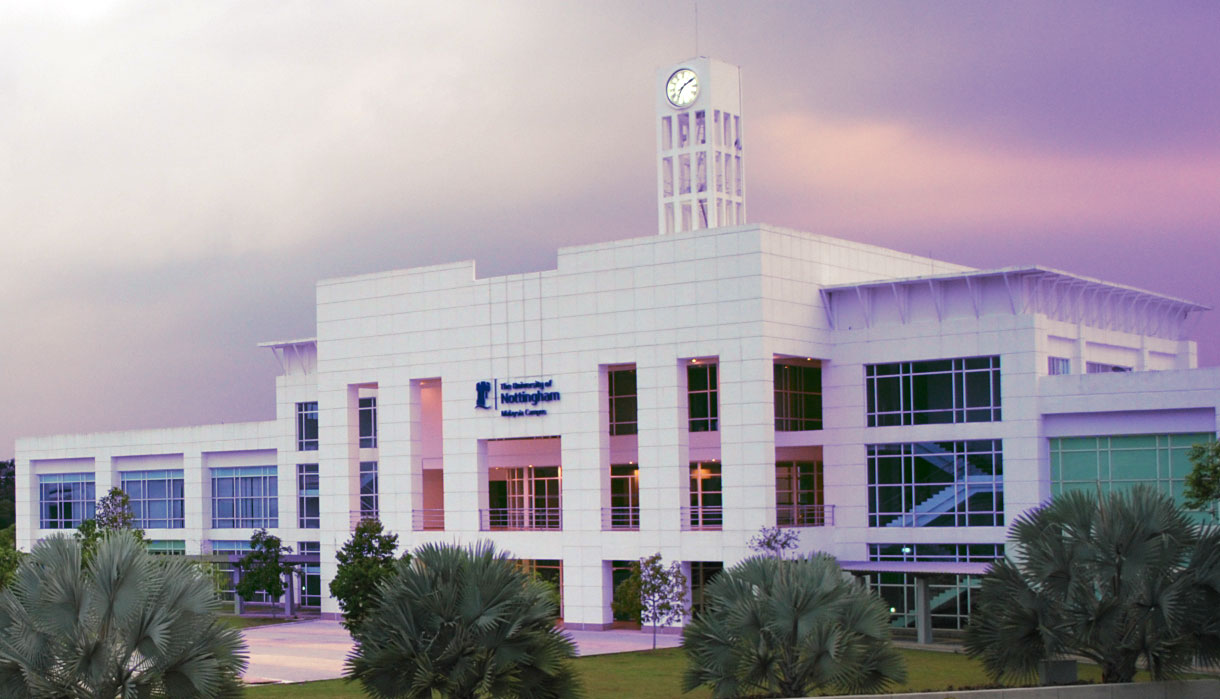
المبنى الرئيسي لحرم جامعة نوتنغهام ماليزيا.

## الثقافة

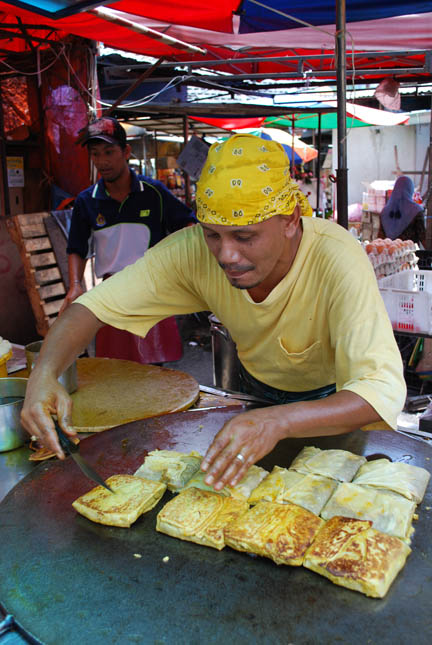
شخص يصنع «مورتاباك»، نوع من الفطائر المحشوة بالبيض ورقائق اللحم والبصل في كوالالمبور.